# 1365 Henyey
1365 Henyey este un asteroid din centura principală, descoperit pe 9 septembrie 1928, de Max Wolf.